# Смит, Томми (английский футболист, 1945)
Томми Смит (5 апреля 1945 — 12 апреля 2019) — английский футболист, защитник.

## Карьера
Томас Смит начал карьеру в «Ливерпуле».Он начал играть в молодёжной команде на позиции нападающего , но в 1964 году перешёл на позицию центрального защитника.Футболист долгие годы был игроком основного состава «Ливерпуля» , а в 1970-1973 гг. он был капитаном команды.В 1976 году защитник на правах аренды перешёл в клуб НАСЛ «Тампа-Бэй Раудис».После возвращения в Англию Томас отыграл ещё два сезона , которые оказались успешными для команды.Томас Смит стал одним из героев финала Кубка европейских чемпионов 1977 года , в котором он забил второй гол в ворота «Боруссии» из Мёнхенгладбаха.В 1978 году игрок перешёл в футбольный клуб Лос-Анджелес Ацтекс из НАСЛ. Смит был некоторое время тренером клуба. В 1978 году он перешёл в Суонси Сити , с которым он поднялся из третьего дивизиона во второй.

## Сборная Англии
Защитник регулярно играл за молодёжную сборную Англии, но за основную сборную Томми Смит провёл лишь один матч против Уэльса 19 мая 1971 года в рамках Домашнего чемпионата Великобритании (0:0).

## Жизнь после завершения карьеры игрока
Томас Смит занимался предпринимательской деятельностью и работал в газете «Эхо Ливерпуля» с 1979 по 2014 гг. В 2008 году он выпустил  автобиографию «Железо Энфилда».

## Достижения
- Чемпион Англии : 1965/1966 , 1972/1973 , 1975/1976 , 1976/1977
- Обладатель Кубка Англии : 1964/1965 , 1973/1974
- Обладатель Суперкубка Англии : 1965 , 1966 , 1974 , 1977
- Обладатель Кубка европейских чемпионов : 1976/1977
- Обладатель Кубка УЕФА : 1972/1973 , 1975/1976
- Обладатель Суперкубка УЕФА : 1977
- 25 место в списке Сто игроков , которые потрясли «Коп» (2006 год)